# آنتیه تراوه
آنتیه تراوه (انگلیسی: Antje Traue؛ زادهٔ ۱۸ ژانویهٔ ۱۹۸۱) یک هنرپیشه اهل آلمان است. وی از سال ۱۹۹۷ میلادی تاکنون مشغول فعالیت بوده‌است.
از فیلم‌ها یا برنامه‌های تلویزیونی که وی در آنها نقش داشته‌است می‌توان به پاندروم، مرد پولادین، مجرم، ۵ روز جنگ و سریال دارک اشاره کرد.

## افتخارات
- آنتیه تراوه به عنوان یکی از زیباترین زنان جهان در لیست جهانی BWC ثبت شده‌است.